# Agigea
Agigea (in turco Acica) è un comune della Romania di 6 291 abitanti, ubicato nel distretto di Costanza, nella regione storica della Dobrugia.
Il comune è formato dall'unione di 4 villaggi: Agigea, Lazu, Sanatoriul Agigea, Stațiunea Zoologică Marină Agigea.